# Dicranomyia prindlei
Dicranomyia prindlei är en tvåvingeart som först beskrevs av Alexander 1938.  Dicranomyia prindlei ingår i släktet Dicranomyia och familjen småharkrankar.
Artens utbredningsområde är Ecuador. Inga underarter finns listade i Catalogue of Life.